# Лупита Нјонго
Лупита Нјонго (енгл. Lupita Nyong'o; Мексико, 1. март 1983) мексичко-кенијска је глумица. Позната је по улози Патси у филму Дванаест година ропства која јој је донела светску славу, похвале критичара и бројна признања укључујући Оскара за најбољу глумицу у споредној улози.

## Детињство
Лупита Нјонго је рођена у Мексико ситију у држави Мексико, од мајке Дороти и оца Питера Анјанга Нјонгоа универзитетског професора који је постао политичар у Кенији. Потиче из веома утицајне, успешне и високо образоване породице. Луо традиција је да се дете назове по неком „догађају дана“, тако да су јој родитељи дали име Лупита ( деминутив од Гвадалупе). Она је пореклом Луо са обе стране породице, друго је од укупно шесторо деце њених родитеља. Нјонго је рекла да себе сматра и Кенијком и Мексиканком. Њен отац је бивши министар здравља у кенијској влади. У време њеног рођења, њен отац је посетио лектора политичких наука мексичког универзитета у Мексико ситију, њена породица је живела три године у Мексику да би се након тога вратила у Кенију 1983. године.
Нјонго и њена породица су се вратили у родну Кенију када је она имала непуних годину дана, зато што је њен отац био постављен да ради као професор на универзитету у Кенији. Нјонго је одрасла у Кенији и описала је своје детињство као „приградску средњу класу“. Са 16 година су је родитељи послали у Мексико на седам месеци да научи шпански језик. Током тих седам месеци живела је у Taxco, Guerrero, и ишла је на часове у Universidad Nacional Autónoma de México, који представља Центар за едукацију странаца и учење шпанског језика.

## Образовање и рани ангажмани
Нјонго је одрасла у уметничкој породици, где се породица окупљала често да би гледала представе које су осмишљала деца углавном из њихове породице. Похађала је Rusinga међународну школу у Кенији и тада је наступала у школским представама, мала улога коју је добила у Оливеру Твисту је била њена прва представа. Са 14 година Нјонго прави професионалну глумачку дебату играјући лик Јулије у представи Ромео и Јулија, у продукцији компаније Phoenix Players. Као члан Финикс Плејерса наступала је у представама „On The Razzle" и „There Goes The Bride". Нјонго је изјавила да су је Вупи Голдберг и Опра Винфри својом глумом у филму Боја пурпура инспирисале да се фокусира на своју професионалну глумачку каријеру.
Нјонго је ишла у St. Mary школу у Најробију, где је добила IB диплому 2001. године пре похађања факултета у САД. Након дипломирања на Хемпширском факултету (у САД) са дипломом из одсека филмских и позоришних студија, радила је као део продукцијске екипе на много филмова укључујући филм Фернанда Мајерлеса The Constant Gardener са Рејфом Фајнсом, филм Мире Нејр The Namesake, и филм режисера Салватореа Стабајлија Where God Left His Shoes. Наводи и Фајнса као још једну особу која ју је инспирисала у глуми.
Године 2008. глуми у кратком филму Источна река, који је режирао Марк Греј и који је снимљен у Бруклину. 2008. године се вратила у Кенију да би глумила у кенијској тв серији Shuga, која говори о превенцији сиде. Следеће године је написала сценарио, режирала и продуцирала документарац „У мојим генима“ који говори о опхођењу према кенијској албино популацији. Филм се приказивао на неколико филмских фестивала, освојио је награду на Five College филмском фестивалу. Нјонго је такође режирала и музички видео The Litlle Things You Do, у којем наступају кенијска певачица Вејху и певач Боби Вајн, спот је номинован за награду за најбољи музички видео на афричкој МТВ верзији музичких награда 2009. године.
Она је затим похађала мастерс студије на Јејлу - одсек драма. На Јејлу се појавила у многим позоришним продукцијама, укључујући представе рађене по роману књижевнице Гертруд Штајн роман Doctor Faustus Lights the Lights, роман Ујка Вања Антона Чехова и Шекспировим романима The Tamings of the Shrew и Зимска прича. На Јејлу је у току академске 2011/12 године добила награду Хершел Вилијамс којом се награђују студенти за невероватне глумачке способности.

## Каријера

### Глума
Нјонго добија прву значајну улогу, улогу која је скренула пажњу јавности на њене изванредне драмске глумачке способности, у историјској филмској драми Дванаест година ропства (2013) режисера Стива Меквина. У филму глуми споредну женску улогу, улогу Патси која је робиња и која је приморана да ради на једној плантажи памука заједно са Афроамериканцем робом Соломоном Нортупом (глуми га Чуетел Еџиофор) који је рођен као слободан човек, али је међутим продат као роб 1841. Филм је базиран на истинитим чињеницама. Филм је добио повољне критике. Нјонго је добила разне критичке похвале за улогу у овом филму. Ијан Фрир је за Емпајер написао да је „показала изузетну посвећеност, у свом дебитантском филму, која се може замислити ". Критичар Питер Трејверс је додао да је она „изванредна млада глумица која лик Патси прожима зрачећи грациозношћу“. Добитник је неколико награда за улогу у овом филму. Нјонго је номинована за неколико награда укључујући Златни глобус за најбољу споредну улогу, за БАФТА награду за најбољу споредну глумицу коју је и добила. Добила је Награду Удружења филмских глумаца за најбољу глумицу у споредној улози. Филм је на додели Оскара проглашен за најбољи филм, а Нјонго је добила Оскара за најбољу споредну глумицу и тиме је постала шеста афричка глумица која је добила награду, прва кенијска глумица која је добила Оскара, као и први мексички држављанин који је добио ову награду. Такође је постала 15. глумица која је добила Оскара за дебитантски наступ у филму.
Глумила је стјуардесу у акционом трилеру Нон-Стоп (2014) са Џулијен Мур и Лијамом Нисоном.
У јуну 2014. је најављено да ће да глуми у филму Звездани ратови — епизода VII (2015) режисера Џеј-Џеј Ејбрамса. Она ће такође глумити у филмској адаптацији романа Американа, а биће истовремено и продуцент филма.

### Промотивни рад
Године 2014, је изабрана да буде једно од заштитних лица за Миу Миу пролећну кампању, заједно са Елизабет Олсен, Ел Фенинг и Белом Хиткот. Такође се појавила на насловницама неколико часописа, укључујући Њујорк пролећно модно издање и УК часопис „Дејзд енд конфјусд“. У јулу 2014. ће се појавити на насловној страни Вога, а то је чини другом Африканком и деветом црнкињом која се поајвила на насловници Вога. Такође је била на листи Дерека Блејсберга, у часопису Харпер Базар, најбоље обучених жена од јесени 2013.
У априлу 2014. Нјонго је постала ново заштитно лице за Lancôme.

## Приватан живот
Нјонго тренутно живи у Бруклину. Течно говори свој родни луо језик, а осим њега говори енглески, свахили и шпански језик. Има двојно држављанство, кенијско и мексичко. На Беверли Хилсу 27.02.2014. је одржала говор о лепоти црнкиња за Essence Black Women in Hollywood, такође је тада навела да је као тинејџер била несигурна у себе, али и да се њена тачка гледишта променила када је видела да је Алек Век супермодел из јужног Судана постала популарна и успешна у свом послу.
Њен отац је 2013. изабран да представља Кисуму округ у кенијском сенату. Мајка од Нјонго је тренутно директор једне афричке фондације за борбу против рака, такође је и директор своје комуникационе компаније. У друге чланове њене породице спадају и Тавиа Нјонго - професор на њујоршком универзитету; доктор Омонди Нјонго дечји офталмолог у Пало Алту у Калифорнији; Кваме Нјонго један од кенијских главних аниматора и стручњака за технологију; Исис Нјонго која је медијски и технолошки лидер и коју је Форбс назвао једном од најмоћнијих афричких младих жена. Њен ујак, Агреј Нјонго, који је био истакнути кенијски физијатар, је погинуо у саобраћајној несрећи која се десила 2002.

## Филмографија
| Улоге Лупите Нјонго |                                                 |               |                | |
| Година              | Српски назив                                    | Изворни назив | Улога          | Напомена |
| 2008.               | Источна река                                    |               | Еф             | кратки филм |
| 2013.               | Дванаест година ропства                         |               | Патси          | Оскар за најбољу глумицу у споредној улози Награда Удружења филмских глумаца за најбољу глумицу у споредној улози Награда Спирит за најбољу глумицу у споредној улози Награда Удружења интернет филмских критичара за најбољу споредну женску улогу номинована - Златни глобус за најбољу споредну глумицу у играном филму номинована - БАФТА за будућу звезду номинована - БАФТА за најбољу глумицу у споредној улози номинована - Награда Удружења филмских глумаца за најбољу филмску поставу номинована - Награда Емпајер за најбољу глумицу у споредној улози номинована - Награда Емпајер за најбољег новајлију |
| 2014.               | Нон-Стоп                                        |               | Гвен Лојд      | |
| 2015.               | Звездани ратови — епизода VII: Буђење силе      |               | Маз Каната     | |
| 2016.               | Књига о џунгли                                  |               | Ракша (глас)   | |
| 2016.               | Краљица Катвеа                                  |               | Наку Харијет   | |
| 2017.               | Звездани ратови — епизода VIII: Последњи џедаји |               | Маз Каната     | |
| 2018.               | Црни Пантер                                     |               | Накија         | |
| 2019.               | Ми                                              |               | Аделејд Вилсон | |
| 2019.               | Звездани ратови — епизода IX: Успон Скајвокера  |               | Маз Каната     | |
| 2022.               | 355                                             |               | Хатиџе Адијеме | |
| 2022.               | Црни Пантер: Ваканда заувек                     |               | Накија         | |
| 2024.               | Неукротиви робот                                |               | Роз (глас)     | |
| 2026.               | Одисеја                                         |               |                | |